# Крок (чешский князь)
Крок — легендарный правитель чехов, его предшественником на этом посту был Чех. Впервые упоминается в Хронике Козьмы Пражского, которая была написана в начале XII века. Там он представлен не только как преемник Чеха, но и как основатель монархии и создатель первого свода законов.
Согласно легенде, после смерти Чеха владение его землями было предложено его брату Леху, но тот отказался в пользу Крока, главы одного из кланов. Крок принял предложение и переехал в Будеч (Budeč).
Крок был колдуном и умел говорить с богами. Когда он искал безопасное место для основания города, он стал молить богов и вскоре нашёл его на правом берегу реки Влтава среди густого леса. Там, на высокой скале он и основал город и крепость Вышеград.
Можно считать Крока одним из «основателей свода законов», которые есть и у других славянских народов: польский Крак, восточнославянский Кий, сербский Клукас.

## Семья
У него было три дочери:
- Кази — старшая, знахарка и лекарь.
- Тэтка — средняя, жрица.
- Либуше — младшая, мудрая и умная. После смерти Крока стала правительницей чехов.

Вацлав Гаек из Либочан предположил, что Крок умер в 709 году.
Ян Длу́гош отождествлял Крока с польским Краком.
Франтишек Палацкий считал, что фигура Крока формировалась под влиянием исторической фигуры Само.